# Budoucnost, kterou chceme
Budoucnost, kterou chceme (anglicky The future we want) je název dokumentu, který byl přijat na Konferenci OSN o udržitelném rozvoji (The United Nations Conference on Sustainable Development - UNCSD). Konference se konala ve dnech 20. – 22. června 2012 v brazilském Rio de Janeiru a užívě se proto pro ni také název Rio+20. 

## Struktura
Dokument je strukturován do šesti částí, v jejichž rámci je dále dělen do tematických podčástí. 
První část „Naše společná vize“ v souladu s tradicí oficiálních dokumentů Organizace spojených národů deklaruje závazek a snahu zúčastněných zemí pomáhat k lepšímu uspořádání světa. 
Ve druhé části „Obnovení politických závazků“ OSN prohlašuje, že se i nadále hlásí k závazkům vyplývajícím z již přijatých dokumentů. Dále říká, že byl učiněn určitý pokrok ve vytyčených cílech udržitelného rozvoje a odstranění chudoby, zároveň však dodává, že více než miliarda lidí žije v extrémní chudobě a je potřeba pokračovat v dalších aktivitách.
Třetí část „Zelená ekonomika v kontextu udržitelného rozvoje a odstranění chudoby“ obsahuje proklamaci, že aplikace koncepce zelené ekonomiky by měla podporovat udržitelný a všezahrnující ekonomický růst, urychlit inovace a poskytnout příležitosti, benefity a podporu pro všechny a respektovat lidská práva. Ovšem již není – stejně jako ve zbytku dokumentu – navrženo ani nastíněno, jak toho docílit.
 V dalších částech (jsou to: „Institucionální rámec pro udržitelný rozvoj“, „Rámec pro aktivity“ a „Prostředky implementace“) jsou opět zmiňována potvrzení starých závazků a jejich návaznosti na závazky nové (např. cíle udržitelného rozvoje).

## Kritika konference
Hlavním závěrem konference je (kromě konceptu zelené ekonomiky) potvrzení závěrů z konferencí minulých (slovo reaffirm, znovu zdůraznit, je v textu použito 59krát). Do toho je zakomponováno ujištění jednotlivých zemí, že je potřeba pokračovat na cestě k udržitelnému rozvoji. Chybí ovšem jasná teoretická východiska. Dokument proto působí poněkud vágním dojmem. I díky tomu začal být ihned po svém zveřejnění kritizován napříč širokou veřejností. V čele kritiky stáli zástupci neziskových organizací, kteří přešli i ke konkrétním činům a zformulovali petici Budoucnost, kterou nechceme, která se vymezovala proti oficiálnímu dokumentu a požadovala i odstranění prohlášení, že se na něm plně shodli zástupci neziskových organizací. Setkání rozličných aktérů na konferenci tak bylo možná větším přínosem než samotný dokument. Stalo se také zřejmým, že udržitelný rozvoj stojí právě na nich a na aktivitách zdola, nikoli shora.
Nicméně různé zastřešující aktivity jako je OSN či vlády jednotlivých zemí jsou důležité pro koordinaci těchto činností. V České republice udržitelný rozvoj zastřešuje a koordinuje nedávno restrukturalizovaná Rada vlády pro udržitelný rozvoj (RVUR).